# Hospital conmemorativo de Indira Gandhi
El Hospital conmemorativo de Indira Gandhi es un hospital estatal, y uno de los dos hospitales en Malé, la capital de la República de Maldivas. El hospital se encuentra en el extremo oeste de Malé. El hospital fue una donación del Gobierno de la India y está dedicado a la memoria de Indira Gandhi. El Hospital Indira Gandhi sustituye el único hospital existente anterior, el Hospital Central, ubicado en el centro de Malé. El Hospital Central fue posteriormente demolido y el lugar fue arrendado a un particular por el Gobierno para hacer otro hospital.
El Hospital conmemorativo de Indira Gandhi tiene 275 camas y ofrece una serie de servicios básicos y de especializados.